# Proceraea pleijeli
Proceraea pleijeli är en ringmaskart som beskrevs av Arne Nygren 2004. Proceraea pleijeli ingår i släktet Proceraea och familjen Syllidae. Arten har ej påträffats i Sverige. Inga underarter finns listade i Catalogue of Life.